# 임순자
임순자(한국 한자: 林純子, 1950년 ~)는 대한민국의 조각가이다.

## 학력
- 서울대학교 미술대학  조소과  (졸업)

## 수상
- 1991 ~ 0000MBC한국구상조각대전 입선

## 전시이력
- 2000 ~ 윙갤러리 개관 기념전, 윙갤러리
- 2000 ~ 조각과 나눔전, 윙갤러리
- 2000 ~ 새천년 대한민국의 희망전, 국립현대미술관
- 2000 ~ 서울대학교와 새천년, 서울시립미술관
- 1996 ~ 서울대학교 총동창전, 국립현대미술관
- 1995 ~ 여성 공동의 장 개관 기념전, 여성개발원
- 1994 ~ 아름다운 국회를 위한 초청전, 여의도 국회의사당
- 1992 ~ 한국 현대조각 초대전, 춘천MBC
- 1992 ~ 우성 김종영 선생 추모전, 예술의전당
- 1991 ~ MBC 한국 구상조각대전, 예술의전당
- 1990 ~ 한울회 정기전, 예술의전당
- 1990 ~ 여류 조각가회 정기전, 예술의전당
- 1990 ~ 서울 조각회전 정기전 다수, 미술회관